# Barokní špitál (Louny)
Barokní špitál je objekt bývalého špitálu na Žateckém předměstí v Lounech. Nachází se v Žižkově ulici a má popisné číslo 274. Je součástí lounské městské památkové zóny. Kulturní památkou byl prohlášen před rokem 1988.

## Historie

### Předchůdce

Na Willenbergově vedutě z roku 1602 je špitál na břehu řeky označen číslem 13

Nejstarší městský špitál založil počátkem 30. let 14. století lounský rychtář Bér. Nacházel se v klášteře magdalenitek na levém břehu Ohře při cestě do Dobroměřic. Klášter zanikl během husitských válek. Nový městský špitál vznikl v roce 1459 z příkazu Jiřího z Poděbrad. Pečoval o šestnáct chudých a financovaný byl z městských statků v Dobroměřicích a na Rané. Ten byl již umístěný na pravém břehu řeky těsně pod Žateckým předměstím; v jeho bezprostředním sousedství stála kaple Maří Magdaleny. Špitál je zachycený na Willenbergově vedutě z roku 1602 a označený číslem 13. Tvoří ho dvě budovy: jedna je přízemní, druhá zřejmě patrová. Během třicetileté války ale zpustl. V roce 1660 založila měšťanka Alžběta Pšanská nadaci na jeho obnovu a špitál byl rekonstruován. Budova nicméně nevyhovovala, a tak se městská rada začala zaobírat myšlenkou postavit zcela nový špitál.

### Stávající budova
V odborné literatuře převládá názor, že architektem nového špitálu byl Antonio della Porta. Jako projektant je Porta uvedený i v Památkovém katalogu. Atribuce lounského špitálu Portovi se opírá především o jeho architektonické tvarosloví a částečně také o názor bývalého ředitele lounského okresního archivu Bořivoje Lůžka. Lůžek v písemnostech archivního fondu města Loun objevil dopis, který 7. ledna 1694 napsal Porta z Roudnice do Loun. Interpretoval či přečetl ho ale chybně a připsal projekt špitálu Portovi. Skutečnost je ale jiná.

Porta Lounským napsal, že prostudoval výkres nového špitálu, jehož autorem byl "Ludvík", provedl v něm drobné korekce a doporučil, aby se podle něj budova postavila. Ludvíkem Porta mínil svého žáka Ludvíka Naymayera, s nímž krátce po napsání dopisu odjel do Řezna. Naymayer také stavbu budovy na základě smlouvy uzavřené s městem řídil. 

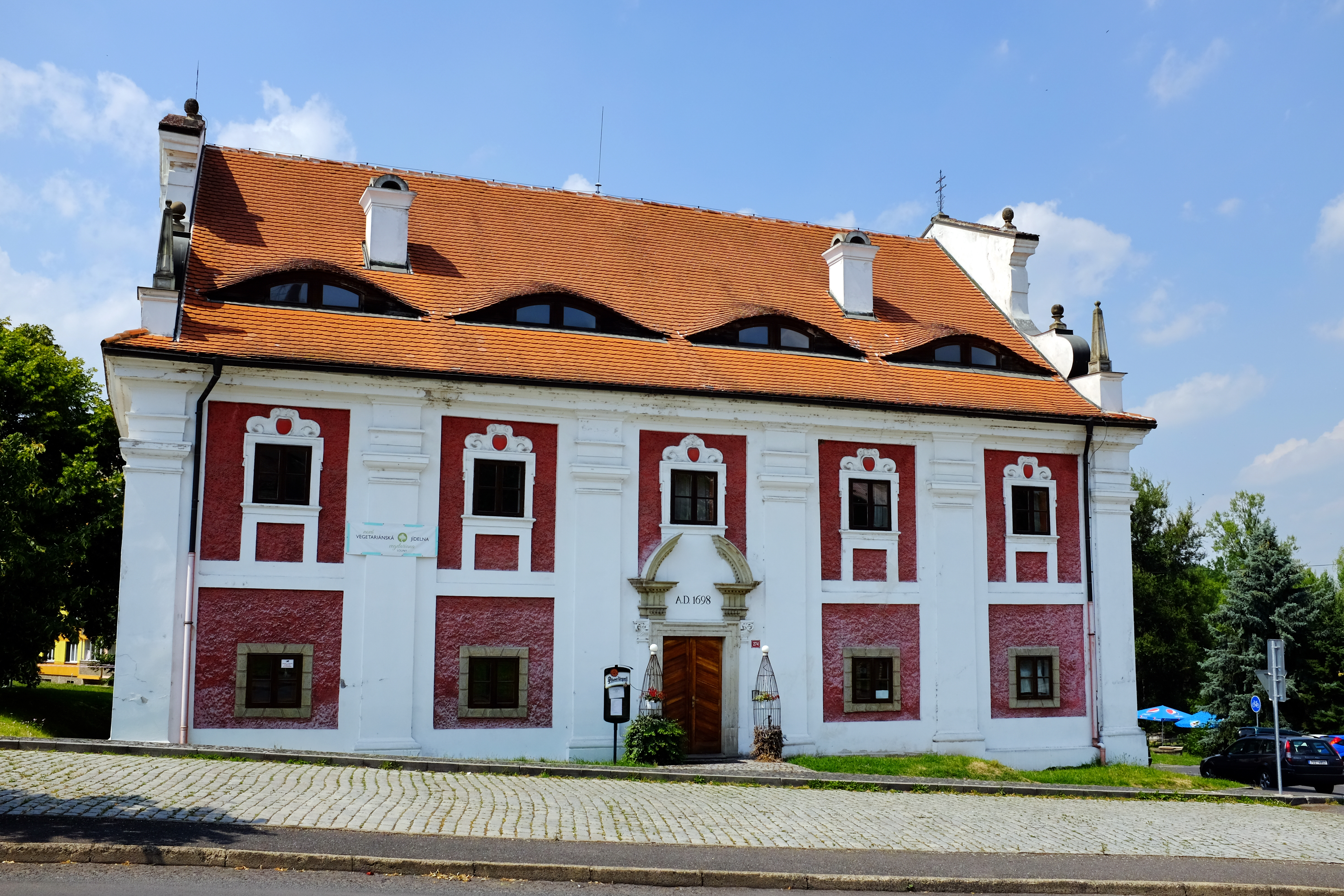
Uliční fasáda

Naymayera jako autora projektu označili také autoři stavebně-historického průzkumu špitálu z roku 1986 Luboš Lancinger a Mojmír Horyna. Špitál byl první Naymayerovou prací pro Louny. Stavitel se pak v Lounech usadil. Navrhl mj. nedochovanou kašnu na náměstí a projektoval místní Kostel Čtrnácti svatých pomocníků. Špitál se stavěl v letech 1694, kdy se dovážel kámen, do roku 1699, kdy Naymayer obdržel závěrečnou platbu za nanesení barev na fasádu. Roku 1696 dostala budova šindelovou střechu, v dalších dvou letech vznikaly štíty.
Budova sloužila svému účelu i v dalších staletích. Za 1. republiky byl špitál financovaný z nadace lounského podnikatele Václava Valtery. Nadačních míst bylo dvanáct, šest pro muže, stejný počet pro ženy. Každý z nich měl vlastní byt a dostával příspěvek na otop a šatstvo. Po 2. světové válce byly v budově zřízeny byty. V 80. letech způsobil dezolátní stav špitálu, že se uvažovalo o jeho demolici. Zachránilo ho, že měl být využit jako depozitář okresního archivu. Pro tento účel již byla zpracována studie. Po roce 1990 město špitál prodalo. Nový vlastník ho v letech 1994–1995 nechal opravit a provozoval v něm penzion. V té době se pro budovu vžil název Barokní špitál.

## Stavební podoba

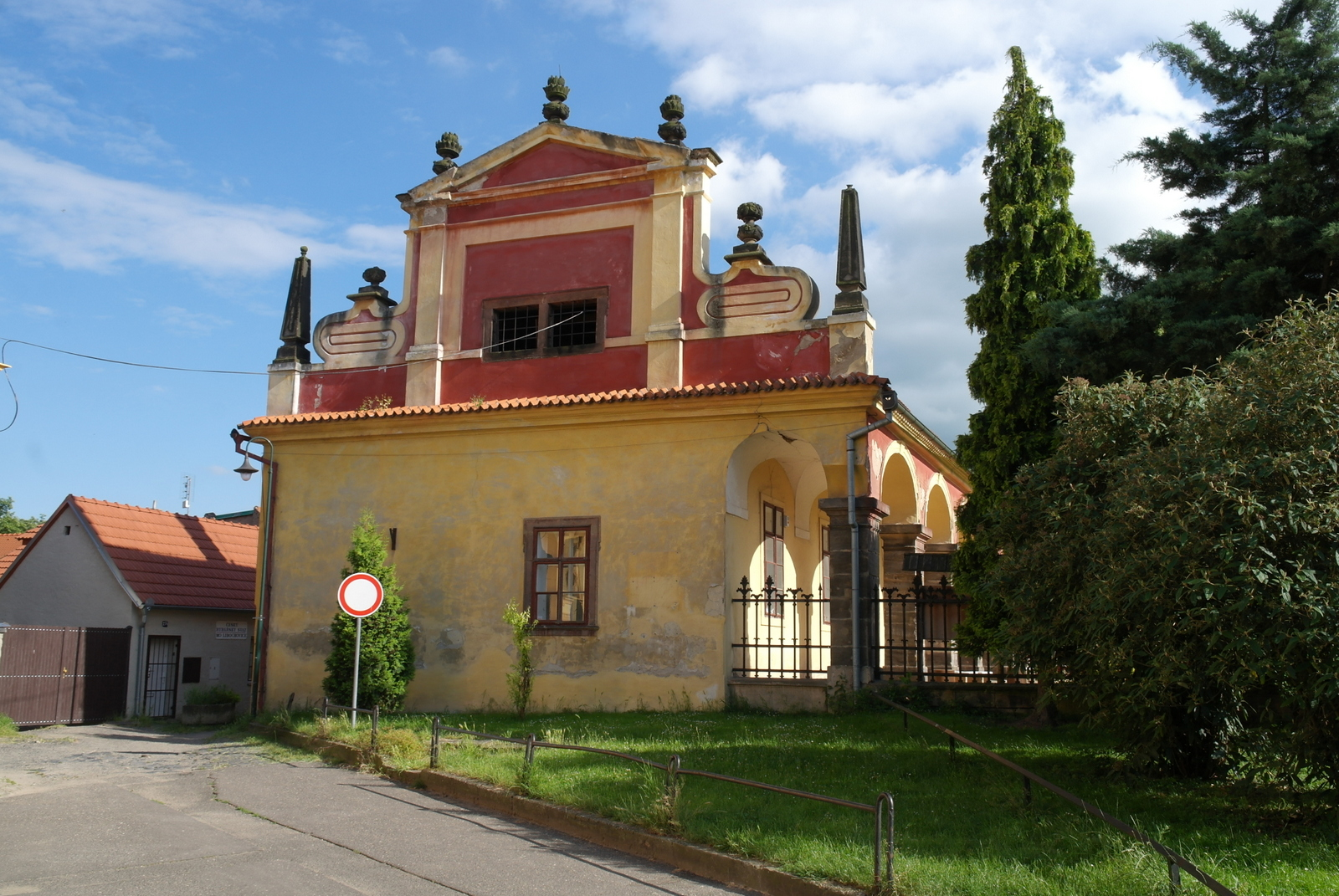
Štít arkádové budovy libochovického zámku

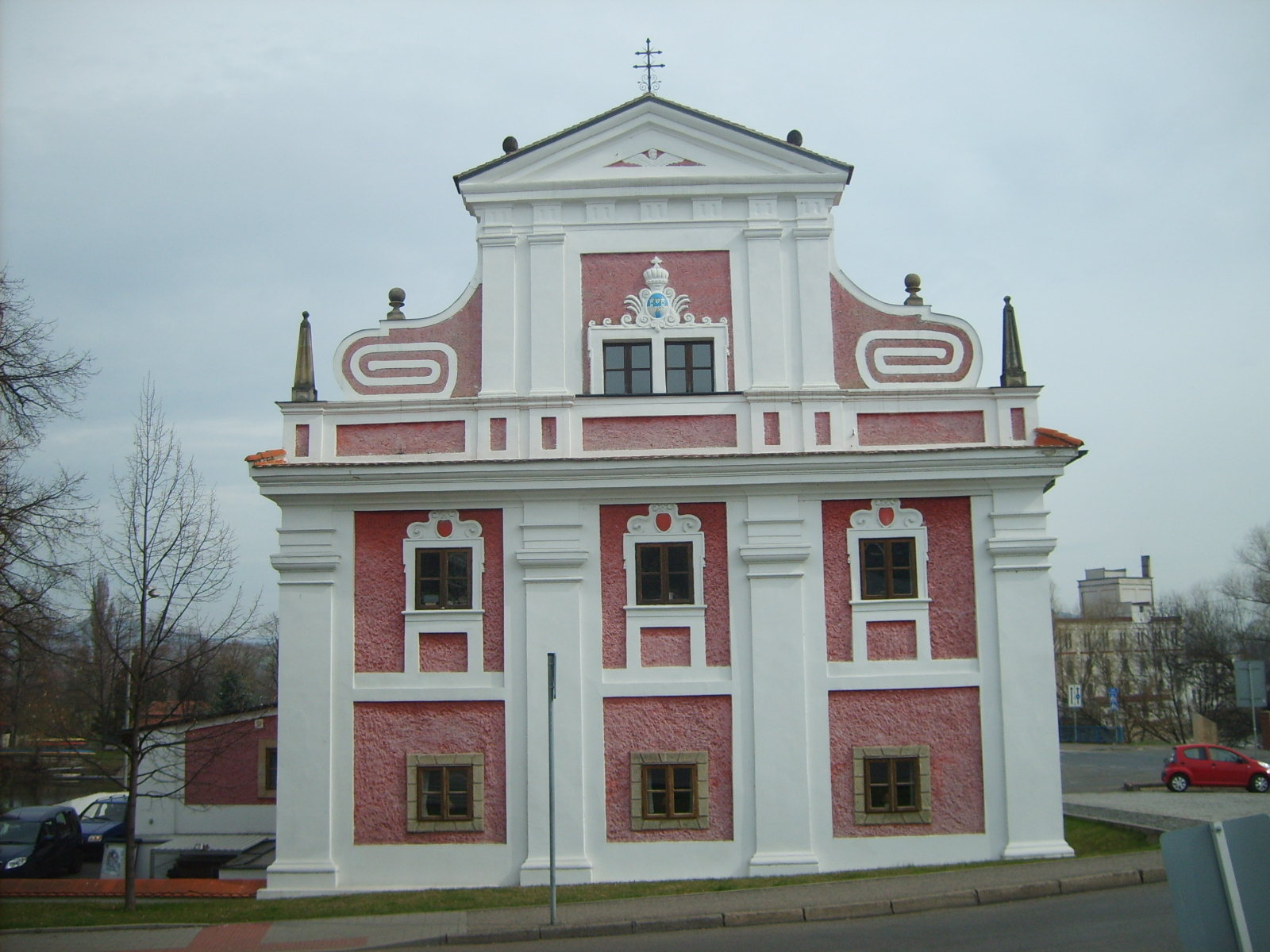
Štít na lounském špitálu

Patrová budova stojí na obdélném půdorysu. Celou jeho fasádu člení pilastry, v horní části pod korunní římsou profilované. okna v přízemí jsou ozdobena rustikou. Frontony nad okny v patře tvoří dvě voluty s prázdným polem mezi nimi v červené barvě fasády. Okna jsou opatřena kapkami, typickým dekoračním znakem pro 17. století. Obdélníkový portál je rovněž rámovaný pilastry, v rozeklaném frontonu nad ním je letopočet 1698, pocházející z úprav v polovině 90. let. Kratší část budovy zakončují obdélníkové štíty s dvojicí pilastrů po obou stranách. Štíty z obou stran rámují volutová křídla, zakončené jsou trojúhelníkovým frontonem. Po obou stranách volut jsou umístěné obelisky. Nad křídly i na frontonu je osazeno vždy po páru piniových šišek. Štíty lounského špitálu mají prakticky stejné architektonické tvarosloví jako štíty na arkádové budově před zámkem v Libochovicích, která se stavěla krátce před tím podle Portových plánů. Dokazuje to Naymayerovu závislost na jeho učiteli.
Místnosti v interiéru špitálu mají v patře i přízemí trámové stropy, schodiště je sklenuté valenou a křížovou klenbou. Na západní straně je novodobý přístavek sloužící k provozu penzionu. Při rekonstrukci v polovině 90. let získala fasáda červeno-bílou barevnost typickou pro barokní architekturu.
Starší regionální literatura špitál buď ignorovala, nebo jeho umělecké kvality podceňovala. Historik umění Bohumil Matějka ve svém popisu lounských památek špitál vůbec nezmínil. Ředitel lounského gymnázia a žák Josefa Pekaře Kamil Linhart v knížce o lounských památkách označil špitál za "stavitelsky bezcenný". Věděl ale, že náklady na jeho stavbu vyšly městskou kasu na více než 5000 zlatých.